# Haplochernes dahli
Haplochernes dahli es una especie de arácnido  del orden Pseudoscorpionida de la familia Chernetidae.

## Distribución geográfica
Se encuentra en Nueva Guinea y las islas Salomón.